# Championnat d'Albanie de football 1965-1966
Navigation
Championnat d'Albanie 1964-65 Championnat d'Albanie 1966-67
Le Championnat d'Albanie de football de Kategoria Superiore 1965-1966 est la 26e édition de ce championnat.

## Classement
| Rang | Équipe            | Pts | J  | G  | N  | P  | Bp | Bc | Diff |
| ---- | ----------------- | --- | -- | -- | -- | -- | -- | -- | ---- |
| 1    | 17 Nëntori Tirana | 38  | 22 | 18 | 2  | 2  | 53 | 14 | +39  |
| 2    | Partizan Tirana   | 38  | 22 | 17 | 4  | 1  | 45 | 12 | +33  |
| 3    | Dinamo Tirana     | 31  | 22 | 12 | 7  | 3  | 43 | 14 | +29  |
| 4    | Vllaznia Shkodër  | 23  | 22 | 7  | 9  | 6  | 29 | 20 | +9   |
| 5    | Labinoti Elbasan  | 22  | 22 | 7  | 8  | 7  | 29 | 32 | -3   |
| 6    | Lokomotiva Durrës | 20  | 22 | 5  | 10 | 7  | 14 | 21 | -7   |
| 7    | Besa Kavajë       | 19  | 22 | 5  | 9  | 8  | 18 | 26 | -8   |
| 8    | Skënderbeu Korçë  | 19  | 22 | 5  | 9  | 8  | 21 | 31 | -10  |
| 9    | Flamurtari Vlorë  | 15  | 22 | 5  | 5  | 12 | 16 | 26 | -10  |
| 10   | Tomori Berat      | 14  | 22 | 5  | 4  | 13 | 18 | 34 | -16  |
| 11   | Traktori Lushnja  | 13  | 22 | 5  | 3  | 14 | 18 | 38 | -20  |
| 12   | Erzeni Shijak     | 12  | 22 | 3  | 6  | 13 | 12 | 48 | -36  |

|  | Qualifié pour la finale |
|  | Relégué                 |

## Finale
| 1966 | 17 Nëntori Tirana | 2-1 | Partizan Tirana | Tirana |  |
|      |                   |     |                 |        |  |

## Bilan de la saison
| Tableau d'Honneur                 |                   |
| Compétition                       | Vainqueur         |
| Championnat d'Albanie de football | 17 Nëntori Tirana |
| Coupe d'Albanie de football       | Partizan Tirana   |

| Promotions et relégations     |                       |
| Relégués en First Division    | Erzeni Shijak         |
| Promus en Kategoria Superiore | Luftëtari Gjirokastër |